# 卡洛斯 (马德里公爵)
卡洛斯·玛利亚·德·洛斯·多洛雷斯·胡安·伊西德罗·何塞·弗朗西斯科·基林·安东尼奥·米格尔·加布里埃尔·拉斐尔·德·波旁—哈布斯堡-洛林（Carlos María de los Dolores Juan Isidro José Francisco Quirín Antonio Miguel Gabriel Rafael de Borbón y Habsburgo-Lorena，1848年3月30日—1909年7月18日），出生于卢布尔雅那。西班牙王室成员，马德里公爵，安茹公爵。卡洛斯主義者承認的西班牙國王卡洛斯七世（Carlos VII ）及法國正統派承認的法國國王夏尔十一（Charles XI ）。